# 庭山英雄
庭山 英雄（にわやま ひでお、1929年1月1日-2017年7月11日）は、日本の法学者（刑事訴訟法・冤罪事件）、弁護士。法学博士。「狭山事件の再審を求める市民の会」代表。

## 略歴
群馬県伊勢崎市生まれ。旧制群馬県立桐生中学校、旧制学習院高等科を経て、京都大学法学部を卒業後、1963年一橋大学大学院法学研究科刑事法学修士課程修了、1966年同博士課程満期退学。指導教官は植松正。1979年「民衆刑事司法の動態の研究」で法学博士（京都大学）の学位を取得。中京大学商学部助教授、教授、香川大学法学部教授、1991年専修大学法学部教授、97年日本民主法律家協会理事長、99年定年退任。

## 著書
- 『刑事訴訟法』日本評論社 双書・BUL 1977
- 『自由心証主義 その歴史と理論』学陽書房 法学選書 1978
- 『民衆刑事司法の動態』成文堂 1978

### 共編著
- 『刑事訴訟法100講』森井暲共編著 学陽書房 法学基本講座 1986
- 『刑事訴訟法』岡部泰昌共編 青林書院 現代青林講義 1994
- 『被告最高裁 司法体制を問う十五の記録』編 技術と人間 1995
- 『世界に問われる日本の刑事司法 諸外国はどう見ているのか』西嶋勝彦,寺井一弘共編著 現代人文社 1997
- 『刑事弁護の手続と技法』山口治夫共編 青林書院 2003
- 『痴漢冤罪の弁護』秋山賢三,荒木伸怡,生駒巖共編 現代人文社 刑事弁護シリーズ 2004
- 『続・痴漢冤罪の弁護』秋山賢三,荒木伸怡,生駒巌,佐藤善博,今村核共編 現代人文社 刑事弁護シリーズ 2009
- 『実務刑事弁護と証拠法』荒木和男,合田勝義共編著 青林書院 2011
- 『はじめての刑事弁護Q&A 実践書式58』荒木和男,合田勝義共編著 青林書院 2013
- 『公判前整理手続の実務』宮﨑大輔,寺﨑裕史共編著 青林書院 2015

### 翻訳
- グランヴィル・ウィリアムズ『イギリス刑事裁判の研究』学陽書房 1981
- グランヴィル・ウィリアムズ『イギリス法入門』戒能通厚,松浦好治共訳 日本評論社 1985
- ショーン・エンライト,ジェームス・モートン『陪審裁判の将来 90年代のイギリスの刑事陪審』豊川正明共訳 成文堂 1991
- ギスリー・グッドジョンソン『取調べ・自白・証言の心理学』渡部保夫、浜田寿美男、村岡啓一、高野隆共訳 酒井書店 1994
- デブリン卿『同一性識別の法と科学 刑事事件における同一性識別証拠に関するデブリン・レポート』監訳 信山社出版 2000
- T.D.ウェスターマン,J.W.バーフェインド『犯罪と裁判 日米の比較文化論』大野平吉,岩井宜子共訳 尚学社 2000
- バーバラ・J・シャピロ『「合理的疑いを超える」証明とはなにか 英米証明理論の史的展開』融祐子共訳 日本評論社 2003
- エドガー・W.バトラー,ジョー=エラン ヒューブナー=ディミトリウス,リチャード クルース,ヒロシ・フクライ『マクマーチン裁判の深層 全米史上最長の子ども性的虐待事件裁判』黒沢香共編訳 北大路書房 法と心理学会叢書 2004
- G.ボーネ『裁判官の心証形成の心理学 ドイツにおける心証形成理論の原点』田中嘉之共訳 北大路書房 法と心理学会叢書 2006